# David Krogh Andersen
David Krogh Andersen har siden 2004 været guitarist i den danske rockgruppe VETO.
I dagligdagen er han skolelærer i Ryomgård ved Århus.